# 圣欧班代布瓦 (卡尔瓦多斯省)
圣欧班德布瓦（法語：Saint-Aubin-des-Bois，法語發音：[sɛ̃.t‿obɛ̃ de bwa] ⓘ），法国卡尔瓦多斯省的一个市镇，位于该省西南部，与芒什省接壤，属于维尔区，其市镇面积为8.26平方公里，2022年1月1日时人口数量为221人。
圣欧班德布瓦是维尔市镇公共社区的组成部分。

## 地名
“德布瓦”（Des Bois）在法语中意为“树林的”。

## 行政
圣欧班德布瓦的邮政编码为14380，INSEE市镇编码为14559。

## 地理

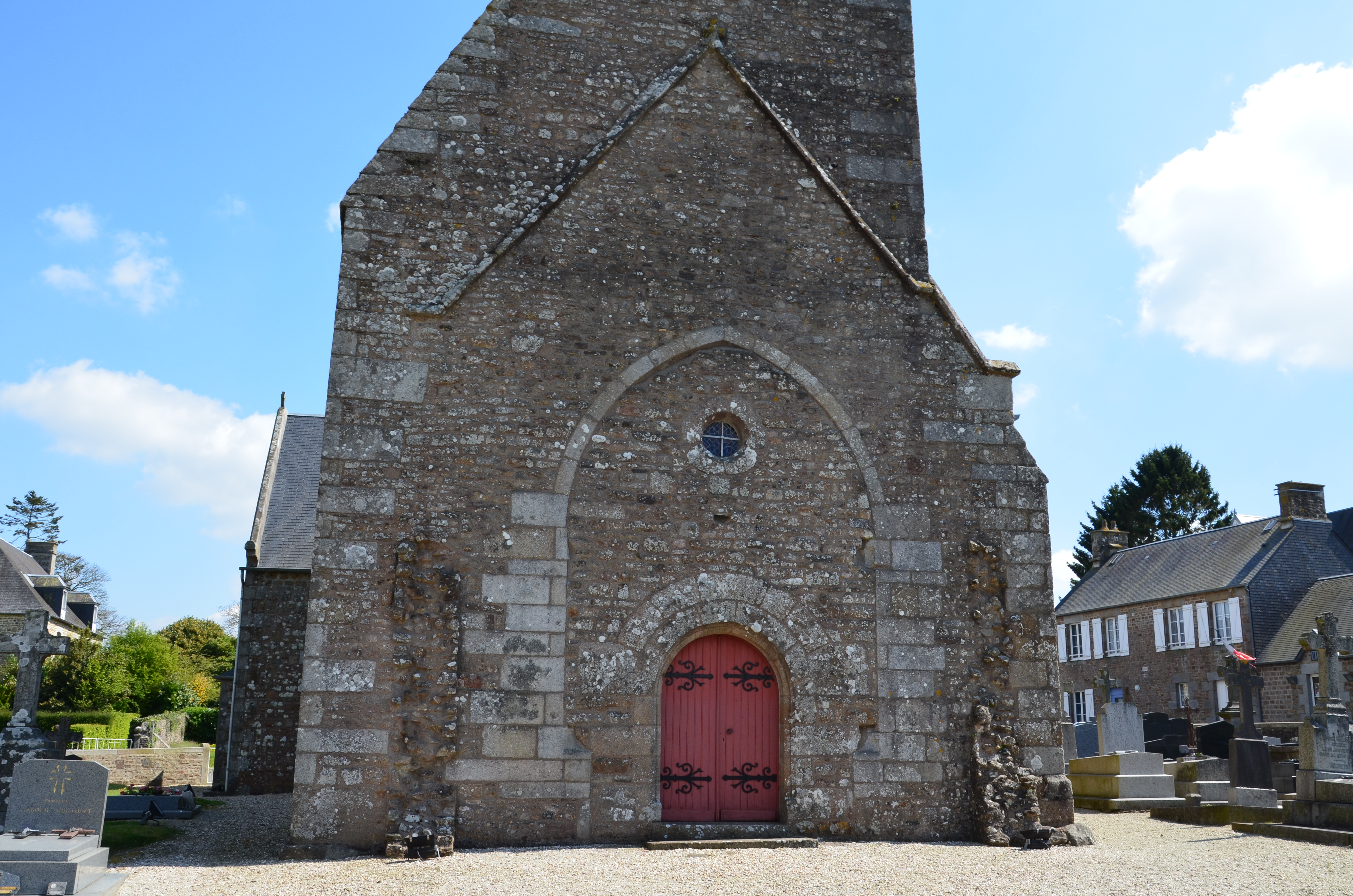
圣欧班德布瓦教堂正门

圣欧班德布瓦（48°49'45"N, 1°7'43"W）位于法国西北部，诺曼底大区西南部和卡尔瓦多斯省西南部，距离省会卡昂大约80公里。
与圣欧班德布瓦接壤的市镇包括：贝隆、布瓦西翁、圣塞西尔、圣莫尔德布瓦、努德谢讷。
圣欧班德布瓦位于诺曼底丘陵腹地，境内以浅丘为主，部分区域起伏较大，全境海拔在129至218米之间。
按照柯本气候分类法，圣欧班德布瓦属于较为典型的温带海洋性气候，全年温差较小，降水分布均匀。

## 历史
圣欧班德布瓦历史上长期为普通乡村。

## 交通
卡尔瓦多斯省省道D301线、D304线和D524线等经过圣欧班德布瓦境内。

## 人口
| 年份   | 1936 | 1946 | 1954 | 1962 | 1968 | 1975 | 1982 | 1990 | 1999 | 2004 | 2009 | 2014 | 2017 |
| ------ | ---- | ---- | ---- | ---- | ---- | ---- | ---- | ---- | ---- | ---- | ---- | ---- | ---- |
| 人口數 | 424  | 408  | 450  | 405  | 351  | 307  | 272  | 230  | 261  | 238  | 228  | 230  | 234  |